# 飯島保作
飯島 保作（いいじま ほさく、文久3年9月21日（1863年11月2日） - 昭和6年（1931年）7月26日）は明治時代から昭和時代初期の日本の実業家。第十九国立銀行頭取。号は花月。

## 人物
信濃国小県郡上田城下（現長野県上田市）の和泉家に生まれ、のち飯島家の養子となった。小学校を卒業して三等郵便局長となる。一時政治に関心を持ち、立憲改進党系の結社・己丑倶楽部に入って活躍。明治29年（1896年）小県郡上田町の収入役、明治32年（1899年）小県郡会議員となる。一方、諏訪倉庫や上田倉庫の取締役、上田商業会議所会頭などを歴任して経済界に腕を振るう。
大正8年（1919年）第十九国立銀行頭取に就任、昭和恐慌に際し、松代の第六十三国立銀行との合併による八十二銀行の創立に奔走したが、合併直前に腸チフスで急逝した。
若い頃から文学を好み、花月、雪堂の号で、和歌・狂歌・川柳に優れた作品を残す。江戸庶民文学の研究家としても知られ、特に古川柳の研究に造詣が深く、岡田朝太郎（三面子）らと親交があった。古書の収集に力を入れ、その蔵書1万冊は「花月文庫」として上田市立図書館に寄贈された。著書に「花月随筆」「川柳真田三代記」などがある。